# Брюстон (Теннессі)
Брюстон (англ. Bruceton) — місто (англ. town) в США, в окрузі Керролл штату Теннессі. Населення — 1507 осіб (2020).

## Географія
Брюстон розташований за координатами 36°2′2″ пн. ш. 88°14′49″ зх. д. / 36.03389° пн. ш. 88.24694° зх. д. (36.033946, -88.246966).  За даними Бюро перепису населення США в 2010 році місто мало площу 4,90 км², уся площа — суходіл. В 2017 році площа становила 4,36 км², уся площа — суходіл.

## Демографія
Згідно з переписом 2010 року, у місті мешкало 1478 осіб у 571 домогосподарстві у складі 383 родин. Густота населення становила 301 особа/км².  Було 669 помешкань (136/км²).
Расовий склад населення:
| - 94,0 % — білих - 3,0 % — чорних або афроамериканців - 0,3 % — корінних американців - 0,1 % — вихідців з тихоокеанських островів - 0,1 % — азіатів - 1,0 % — осіб інших рас |

До двох чи більше рас належало 1,5 %. Частка іспаномовних становила 2,6 % від усіх жителів.
За віковим діапазоном населення розподілялося таким чином: 23,6 % — особи молодші 18 років, 53,7 % — особи у віці 18—64 років, 22,7 % — особи у віці 65 років та старші. Медіана віку мешканця становила 43,1 року. На 100 осіб жіночої статі у місті припадало 84,5 чоловіків;  на 100 жінок у віці від 18 років та старших — 80,6 чоловіків також старших 18 років.
Середній дохід на одне домашнє господарство  становив 52 340 доларів США (медіана — 38 333), а середній дохід на одну сім'ю — 63 531 долар (медіана — 50 804). Медіана доходів становила 38 512 долари для чоловіків та 25 096 доларів для жінок. За межею бідності перебувало 24,7 % осіб, у тому числі 38,3 % дітей у віці до 18 років та 10,0 % осіб у віці 65 років та старших.
Цивільне працевлаштоване населення становило 618 осіб. Основні галузі зайнятості: виробництво — 22,5 %, освіта, охорона здоров'я та соціальна допомога — 20,7 %, роздрібна торгівля — 14,2 %, транспорт — 10,7 %.